# Pfarrkirche Tautendorf

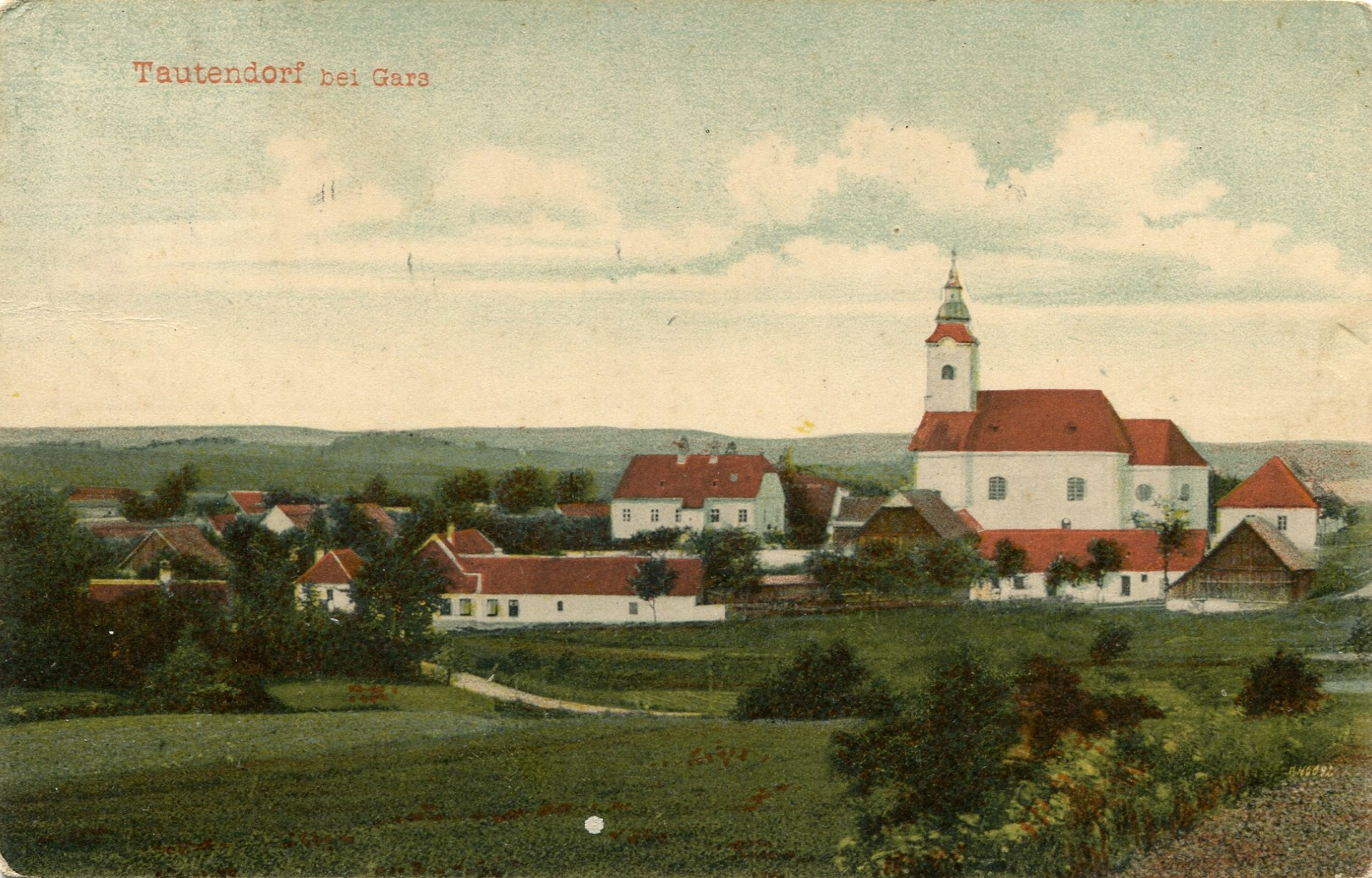
Postkarte aus 1905, Tautendorf mit Kirche

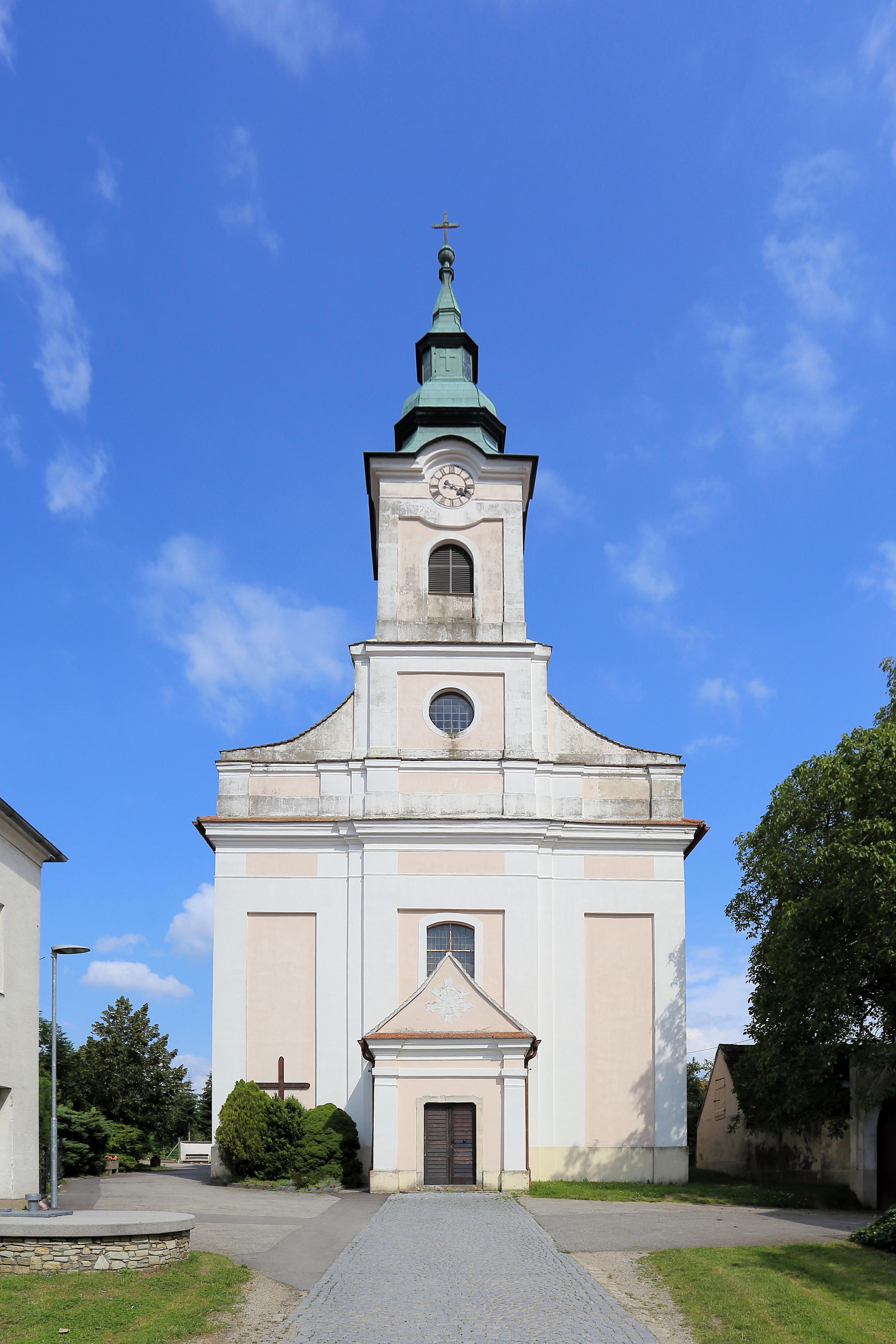
Kath. Pfarrkirche hl. Josef in Tautendorf

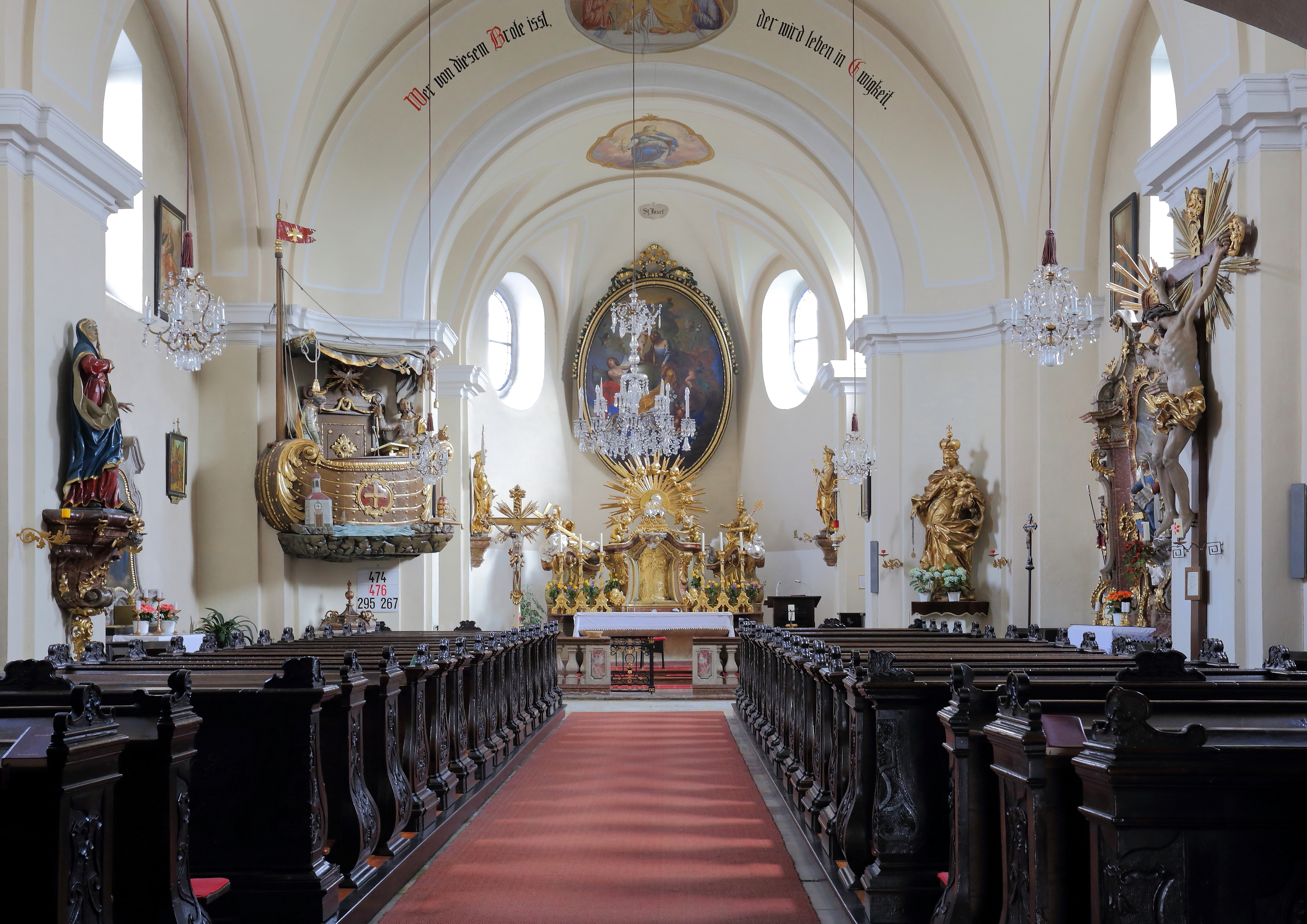
Kircheninneres, vom Langhaus zum Chor

Die Pfarrkirche Tautendorf steht im Ort Tautendorf in der Marktgemeinde Gars am Kamp in Niederösterreich. Die römisch-katholische Pfarrkirche hl. Josef gehört zum Dekanat Horn in der Diözese St. Pölten. Die Kirche steht unter Denkmalschutz.

## Geschichte
1783 wurde die Pfarre gegründet und um 1785 wurde die Pfarrkirche erbaut. Die Sakristei wurde um 1900 angebaut. 1982/1983 war eine Restaurierung.

## Architektur
Der spätbarocke kubische Saalbau mit einer westlichen Giebelturm und einem eingezogenen einjochigen Chor mit einem Dreiseitschluss ist von einer Mauer und einem Friedhof umgeben.
Kirchenäußeres
Der schlichte Außenbau zeigt sich mit Lisenen und einem verkröpften umlaufenden Kranzgesims und stichbogigen Fenstern. Die Westfront hat eine Putzfeldgliederung, einen vorgezogenen Mittelteil und einen vorgebauten Portalbau mit Stuck Auge Gottes im Giebelfeld und einem darüberliegenden Flachbogenfenster. Über der Attika steht der Fassadenturm mit Ecklisenen zwischen Giebelschmiegen. Der Turm hat rundbogige Schallfenster und profilierte Uhrengiebel und trägt einen Zwiebelhelm. Das Langhaus verläuft in Schrägen bis zum niedrigeren Chor. Der Chor zeigt sich mit einem profilierten Kranzgesims und Ovalfenstern. Die nördlich angebaute Sakristei hat ein Flachdach.
Kircheninneres
Das Langhaus mit einem zweijochigen Stichkappentonnengewölbe über Wandpfeilern mit gestuften Vorlagen und einem profilierten verkröpften Gebälk und Gurtbögen ist in den Raumecken ausgerundet. Im schmäleren westlichen Joch ist die platzlunterwölbte Empore mit einer gemauerten Brüstung und einem korbartig geschwungenen Gitteraufsatz. Der Triumphbogen ist rundbogig. In der Südwestecke seitlich der Empore ist ein kleiner ovaler überkuppelter Raum in den Mauermantel geschnitten und beinhaltet ein Heiliges Grab. Gegenüber ist ein ovaler korrespondierender Aufgang zur Empore und zum Turm. Die Kirche hat noch originale Türbeschläge und Schlösser.
Die Gewölbemalereien in Kartuschenrahmungen mit Heilige Familie, Dreifaltigkeit in Engelsglorie, Emmausszene, Maria Immaculata sind im Chor mit I. Kranzl 1857 signiert und wurden von E. Anton Kittenberger (1929) renoviert. Die Glasmalerei ist aus dem ersten Drittel des 20. Jahrhunderts.

## Ausstattung
Die Einrichtung wurde aus aufgelassenen Kirchen übernommen. Großteils aus der Dominikanerkirche Krems, mit dem Hochaltar, Annenaltar, Speisegitter, Orgelbrüstung, Beichtstuhl und Kirchenstühle, Statuen Franz und Donatus, Rosenkranzkönigin (1734) von Josef Matthias Götz, Kreuz mit der Schmerzhaften Muttergottes, Bild hl. Thomas von Aquin von Alvarus Schmidt, Corpus Christi des Heiligen Grabes.
- Der Hochaltar als Volutentabernakel über einem Sakrophagaltar trägt auf seitlichen Voluten die Figuren Ecclesia und Papst und am Tabernakel das geschnitzte Relief Christus am Kreuz und darüber einen Strahlenkranz mit Engelköpfen aus dem zweiten Viertel des 18. Jahrhunderts. Seitlich an der Wand sind vergoldete Figuren Franz und Donatus. An der Ostwand ist in einem reichen Rahmen das Ölbild Verklärung des hl. Josef von Josef Winterhalter aus dem Ende des 18. Jahrhunderts.
- Der Annenaltar als reich ornamentierter marmorierter Rokoko-Altar mit seitlichen Pilastervorlagen und Voluten ist aus dem zweiten Viertel des 18. Jahrhunderts.
- Ein nördlicher kartuschenförmiger Retabelaltar mit Marmor und einem geschwungenen Altartisch wurde aus der Pfarrkirche Stein an der Donau hierher übertragen und zeigt das Altarbild Madonna aus dem 19. Jahrhundert.

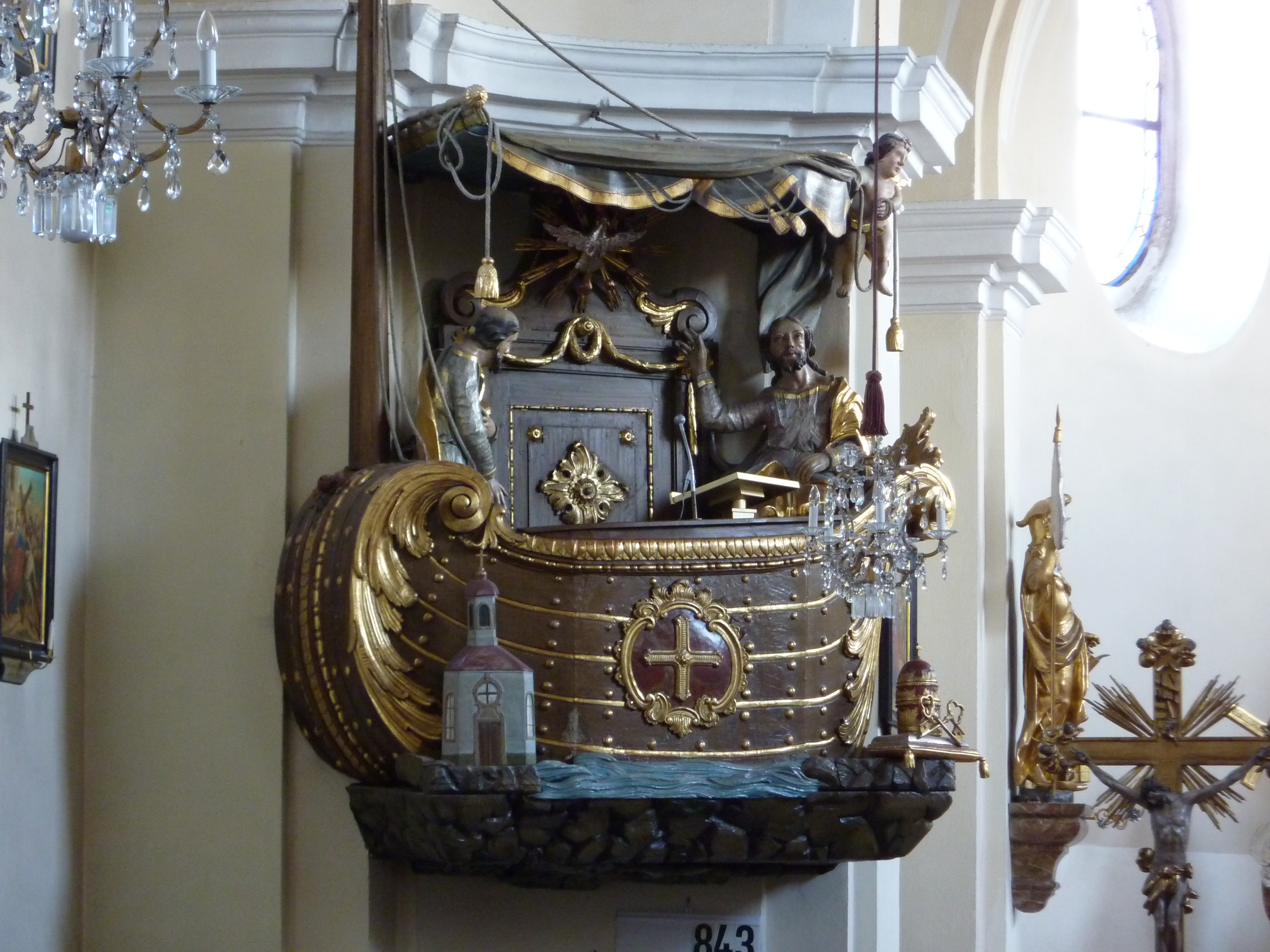
Schiff-Petri-Kanzel

- Die bemerkenswerte barocke Fischerkanzel aus dem dritten Viertel des 18. Jahrhunderts wurde einem Eggenburger Meister zugeschrieben. Der Korb hat die Form einer Barke und zeigt eine Kreuzfahne an einem Mast. Der Baldachin bildet ein Segel, welches von einem Putto aufgezogen wird. Im Korb stehen die Figuren Jesus und Petrus. Auf dem als Fels gestalteten Unterbau sind die Attribute Kirchenmodell und Tiara.
- Die Orgel in einem Neorenaissance-Gehäuse aus dem Ende des 19. Jahrhunderts baute Franz Capek (1901).